# Комарицкий, Василий Михайлович
Васи́лий Миха́йлович Комари́цкий (1915 или 1919, Шатовка, Курская губерния — ?) — снайпер Великой Отечественной войны.

## Биография
В январе 1942 года был призван в ряды Красной армии, воевал на западном и брянском направлениях. В июле 1942 года был ранен.
К августу 1942 года снайперским огнём уничтожил 82 солдата противника, был награждён орденом Красного Знамени; к декабрю 1943 года на его счету было 200 уничтоженных гитлеровцев.
Как лучший снайпер 61-й армии получил из рук командующего армией генерал-полковника П. А. Белова карабин, изготовленный тульскими оружейниками.

### Семья
Отец — Михаил Васильевич Комарицкий.

## Награды
- Орден Красного Знамени (1.10.1942)[2]
- Орден Отечественной войны II степени (6.4.1985)[1]
- наградное оружие - снайперская винтовка[5]
- именное оружие - пистолет ТТ[5]